# Аткинсон, Майкл
Майкл Аткинсон (англ. Michael Atkinson; род. 19 октября 1962) — американский кинокритик, писатель и поэт.
Аткинсон печатается в различных изданиях, включая The Village Voice, Film Comment и Sight & Sound. Сотрудничает с нью-йоркским Музеем кинообраза, артхаусным телеканалом IFC и издателями киноклассики «Criterion». Также публикует стихи и пишет романы. С 1997 года преподаёт в Лонг-Айлендском университете.
В 1997 г. по заказу Британского института кино написал монографию о «Синем бархате» Д. Линча. В 2007 г. в соавторстве с Лорел Шифрин опубликовал сборник минирецензий Flickipedia.

## Сочинения
- Hemingway Cutthroat, St. Martin’s Press, New York, 2010.
- Hemingway Deadlights, St. Martin's Press, New York, 2009.
- Exile Cinema: Filmmakers at Work Beyond Hollywood[англ.], SUNY Press, Albany, 2008.
- Flickipedia: Perfect Movies for Every Occasion, Holiday, Mood, Ordeal and Whim, (Co-written with Laurel Shifrin) Chicago Review Press[англ.], Chicago, 2007.
- One Hundred Children Waiting for a Train, Word Works[англ.], Wash. DC, 2002.
- Ghosts in the Machine: Speculating on the Dark Heart of Pop Cinema, Limelight Eds., New York, 2000.
- Blue Velvet, British Film Institute, London, 1997.